# Río San Antonio (Misiones)
El río San Antonio (en portugués Santo Antônio) es un curso fluvial de América del Sur que en casi todo su curso hace de frontera entre la provincia de Misiones, en el nordeste de la Argentina, y el Estado de Paraná, Brasil.
Nace en el «Paraje Cerro Siete» (lado argentino) aproximadamente a 7 kilómetros de la localidad de San Antonio (Departamento General Manuel Belgrano, Provincia de Misiones) y de la ciudad brasileña de Santo Antônio do Sudoeste. En el lugar del nacimiento existe un Hito Primario, construido de piedras, el cual marca el nacimiento del río y estipula la frontera entre ambos países. Después de recorrer unos 7 kilómetros, se encuentra el Paso Internacional "San Antonio (Arg) - Santo Antônio" (Br); continuando con rumbo norte hasta desembocar en el Río Iguazú en el paraje conocido como Dos Fronteras. 
Sus principales afluentes del lado argentino son el «arroyo Los Patos» y el «arroyo Tacuaras», y por el lado brasileño el «arroyo Liso». A lo largo de su curso se encuentran el salto Patricio, y los puentes internacionales Comandante Andresito y San Antonio.
Es de hacer notar que durante el Virreinato del Río de la Plata se consideraba que el río San Antonio corría bastante más al este y que tenía sus nacientes en el Cerro de Oyárbide (actualmente en el centro de las fronteras entre los estados brasileños de Río Grande del Sur y Santa Catarina, Argentina ha mantenido hasta por lo menos 1890 que el río llamado por los brasileños "Jangada" es el genuino río San Antonio pese a que el laudo del estadounidense Cleveland hizo retroceder mucho las reclamaciones argentinas y el actual límite corresponde al río que fue llamado San Antonio Miní –San Antonio Chico– al tiempo que el Jangada era llamado por los argentinos San Antonio Guazú –San Antonio Grande–).